# Catoosa
Catoosa is een plaats (city) in de Amerikaanse staat Oklahoma, en valt bestuurlijk gezien onder Rogers County en Wagoner County.

## Demografie
Bij de volkstelling in 2000 werd het aantal inwoners vastgesteld op 5449.
In 2006 is het aantal inwoners door het United States Census Bureau geschat op 6608, een stijging van 1159 (21,3%).

## Geografie
Volgens het United States Census Bureau beslaat de plaats een oppervlakte van
18,0 km², geheel bestaande uit land. Catoosa ligt op ongeveer 190 m boven zeeniveau.

## Plaatsen in de nabije omgeving
De onderstaande figuur toont nabijgelegen plaatsen in een straal van 16 km rond Catoosa.